# Romain Hamouma
Romain Hamouma (* 29. März 1987 in Lure) ist ein ehemaliger französischer Fußballspieler mit algerischen Wurzeln.

## Familie
Die Familie von Hamoumas Vater stammt aus Algerien. Romain Hamouma selbst gab in einem Interview an, sich selbst eher französisch zu fühlen und entschied sich deshalb für die französische Staatsbürgerschaft.

## Karriere
Hamouma begann seine Karriere bei JS Luronnes und wechselte nach zwei Jahren bei der ASM Belfort in die Jugend des FC Sochaux. 2005 verpflichtete ihn der RC Besançon, ein zu diesem Zeitpunkt drittklassiger Verein. In der Saison 2009/10 spielte er für Stade Laval in der Ligue 2. Sein Debüt in der Ligue 1 gab er am 15. August 2010 bei einem 3:2-Sieg gegen Olympique Lyon für SM Caen. Sein erstes Tor erzielte er gegen Stade Rennes am 22. Dezember 2010 zum 1:0-Endstand. Ab 2012 stand Hamouma bei der AS Saint-Étienne unter Vertrag. In der Saison 2012/13 gewann er mit dem Verein den französischen Ligapokal. Nach zehn Jahren in Saint-Étienne, 320 Pflichtspielen mit 62 Treffern und dem Abstieg in die Ligue 2 wechselte er im Sommer 2022 dann weiter zum künftigen Ligarivalen AC Ajaccio, wo er nach der Saison 2022/23 seine Karriere beendete.

## Erfolge
AS Saint-Étienne
- Französischer Ligapokalsieger: 2013